# British Columbia Highway 52
British Columbia Highway 52 in British Columbia mit einer Länge von 243 km stellt eine Besonderheit dar: Beginn und Ende des Highways liegen lediglich 37 km Luftlinie voneinander entfernt, die Verbindung erschließt sich über Highway 2 und Highway 97. Der Beginn liegt in Arras, das Ende in Tupper.

## Streckenverlauf
Der Highway beginnt westlich von Arras am Highway 97. Der Highway verläuft in südlicher Richtung, vorbei an der Kommune Fellers Heights, 98 km nach Beginn des Highways kommt die Gemeinde Tumbler Ridge. Dort trifft Highway 29 von Nordwesten her kommend auf den Highway 52. Vor und hinter Tumbler Ridge durchquert der Highway den Tumbler Ridge UNESCO Global Geopark. Der Highway verläuft dann in südöstlicher Richtung und umschließt so den Bearhole Lake Provincial Park und führt von dort aus wieder in Richtung Norden. 145 km nach Tumbler Ridge stößt der Highway dann auf den Highway 2 südlich der Gemeinde Tupper.